# Resolutie 294 Veiligheidsraad Verenigde Naties
Resolutie 294 van de Veiligheidsraad van de Verenigde Naties werd op 15 juli 1971 door de VN-Veiligheidsraad aangenomen met dertien stemmen voor en twee onthoudingen van het Verenigd Koninkrijk en de Verenigde Staten. De resolutie veroordeelde opnieuw het geweld dat Portugal gebruikte tegen Senegal, een buurland van Portugees-Guinea waar een onafhankelijkheidsoorlog woedde, en eiste van Portugal dat het Senegals soevereiniteit zou respecteren.

## Achtergrond
Toen na de Tweede Wereldoorlog de dekolonisatie van Afrika op gang kwam, ontstonden ook in de Portugese koloniën op het continent onafhankelijkheidsbewegingen. In tegenstelling tot andere Europese landen voerde het dictatoriale regime dat Portugal destijds kende dertien jaar lang oorlog in Angola, Guinee-Bissau, Kaapverdië en Mozambique. Behalve in Guinee-Bissau kon het Portugese leger overal de bovenhand halen, maar de oorlog kostte handenvol geld en het land raakte internationaal geïsoleerd. Pas toen de Anjerrevolutie in 1974 een einde maakte aan de dictatuur, werden ook de koloniën als laatste in Afrika onafhankelijk.
De rebellen in Portugees-Guinea werden gesteund door buurland Senegal. Het Portugese leger schond dan ook geregeld de grens tussen beide landen in de strijd tegen de rebellen. Senegal had hierover opnieuw klacht ingediend.

## Inhoud
Sinds resolutie 273 gebruikten Portugese troepen steeds meer geweld tegen Senegal. Nu hadden ze er ook herhaaldelijk antitank- en antipersoonsmijnen geplaatst. Opnieuw werd van Portugal geëist dat het de soevereiniteit en territoriale integriteit van Senegal zou respecteren. Secretaris-generaal U Thant werd gevraagd een missie ter plaatse te sturen om de feiten en de situatie na te trekken en aanbevelingen te doen.

## Verwante resoluties
- Resolutie 289 Veiligheidsraad Verenigde Naties
- Resolutie 290 Veiligheidsraad Verenigde Naties
- Resolutie 295 Veiligheidsraad Verenigde Naties
- Resolutie 302 Veiligheidsraad Verenigde Naties

Lijst ·  292 ·  293 ·  294 ·  295 ·  296 ·  297 ·  298 ·  299 ·  300 ·  301 ·  302 ·  303 ·  304 ·  305 ·  306 ·  307